# Lemi
Lemi je opština u Finskoj u okrugu Južna Karelija. Prostire se na površini od 262,48 2. Broj stanovnika je 2853 (oktobar 2024), sa gustinom naseljenosti od 13,1 stanovnika po  2. Opština je jednojezična, govori se finski (97.7%). Administrativni centar je selo Lemi. Na takmičenju  održanom 2018. godine, Lemi je proglašen „prestonicom metal muzike”. Treš metal bend Stam1na dolazi iz Lemija.

## Istorija
Najraniji znakovi ljudske aktivnosti na teritoriji koju danas obuhvata opština Lemi su prmeri neolitskog slikarstva koji su nađeni na stenama koje čine obalu jezera Kirijarvi. Procenjuje se da su najstarije slike sa tog nalazišta nastale 3700-3800 pre nove ere.
Parohija Lemi je zvanično nastala 1688. godine kada je sagrađena seoska crkva. Prva crkva u tom predelu je podignuta 1668. ali kako je izgrađena bez dozvole, nastradala je u podmetnutom požaru već 1670. Pravo na crkvenu zgradu i sopstvenog sveštenika je dobijeno 1688. kada je podignuta prva zvanična crkva i time Lemi postaje priznata parohija. Dekretom o sekularizaciji lokalne samouprave sekularna uprava se 1867. godine odvaja od crkvene i nastaje Opština Lemi. Današnja seoska crkva je sagrađena je 1786. godine i zbog načina izgradnje krova predstavlja jedan od najlepših primera crkvi brvnara iz 18. veka.
Ime Lemi selo je dobilo po imanju na kojem je originalno sagrađena crkva. Imanje je nosilo ime Četiri Klema, koje je najverovatnije nastalo od imena Klemens ili Klemet.

## Geografija
Opština Lemi se prostire na površini od 262,48km2 , od kojih je 44,61km2 vodena površina. Ne izlazi na more. Na teritoriji opštine se nalazi 2 716ha obradive zemlje, raspodeljeno između 69 poljoprivrednih gazdinstava. Najznačajniji poljoprivredni proizvod je krompir.

## Demografija
Broj stanovnika Lemija iznosi 2 853 stanovika, od kojih je 612 maloletno. Osoba ženskog roda ima 1 478, a muškog 1 375. Populacija je relativno stara, broj radno neaktivnih stanovika (mlađih od 15 ili starijih od 64 godine) na sto radno aktivnih stanovnika iznosi 77,2. Prirodni priraštaj je negativan.

## Prestonica metal muzike
Ministarstvo inostranih poslova, je, zajedno sa muzičkim festivalom Tuska Open Air Metal Festival i finskom granom Sony Music korporacije 2018. pokrenulo kampanju The World Capital of Metal, u sklopu koje su muzičke grupe koje sviraju metal muziku mogle da prijave gde se u Finskoj nalaze, kako bi se odredilo mesto sa najviše metal bendova po glavi stanovnika. Lemi je odneo pobedu sa 422.6 smuzičke grupe na 100 000 stanovnika,kako je u tom trenutku imao 3,076 stanovnika i 13 metal bendova.